# Vedette (film, 1925)
Pour plus de détails, voir Fiche technique et Distribution.
Vedette (Stage Struck) est une comédie réalisée par Allan Dwan, sortie en 1925. 

## Fiche technique
- Titre : Vedette
- Titre original : Stage Struck
- Réalisation : Allan Dwan
- Scénario : Forrest Halsey et Sylvia LaVarre (adaptation) d'après une histoire de Frank R. Adams
- Producteur : Allan Dwan
- Société de production : Paramount Pictures
- Distribution : Paramount Pictures
- Photographie : George Webber
- Direction artistique : Van Nest Polglase
- Costumes : René Hubert
- Pays de production :  États-Unis
- Format : Noir et blanc/ Couleur (2-strip Technicolor) - film muet
- Genre : Comédie
- Durée : 87 minutes
- Date de sortie :
  - États-Unis : 16 février 1925

## Distribution
- Gloria Swanson : Jennie Hagen
- Lawrence Gray : Orme Wilson
- Gertrude Astor : Lillian Lyons
- Oliver Sandys : Hilda Wagner
- Ford Sterling : Buck
- Carrie Scott : Mme Wagner
- Emil Hoch : M. Wagner
- Margery Whittington : Soubrette